# 马塞 (奥恩省)
马塞（法語：Macé，法語發音：[mase]）是法国奥恩省的一个市镇，属于阿朗松区。

## 地理
马塞（48°38'10"N, 0°8'27"E）面积14.53 平方千米，位于法国诺曼底大区奧恩省，该省份为法国西北部内陆省份，北起顺时针与卡爾瓦多斯省、厄尔省、厄尔-卢瓦省、萨尔特省、马耶讷省和芒什省接壤。
与马塞接壤的市镇（或旧市镇、城区）包括：贝尔丰、阿尔默内什堡、莫尔特雷、塞镇、沙尤埃。

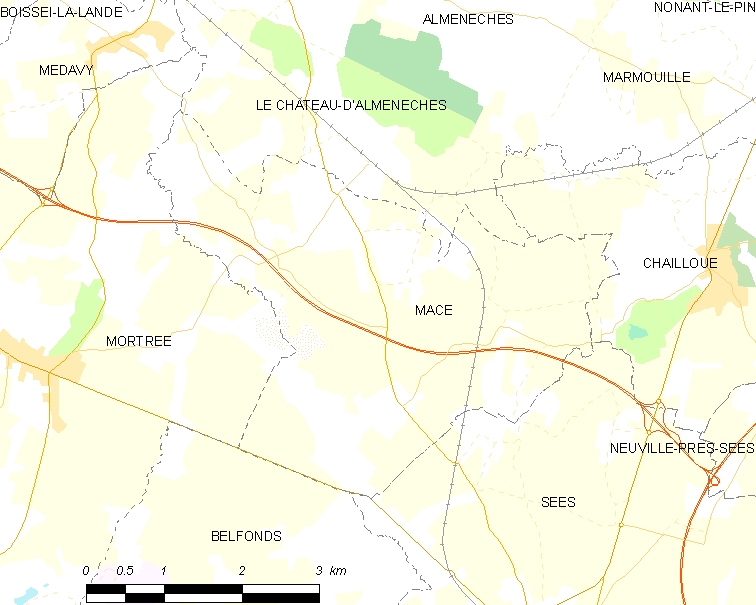
的OSM定位图

马塞的时区为UTC+01:00、UTC+02:00（夏令时）。

## 行政
马塞的邮政编码为61500，INSEE市镇编码为61240。

## 政治
马塞所属的省级选区为塞镇县。

## 人口

1962-2008年间人口变化图示

马塞于2022年1月1日时的人口数量为443人。